# Motu Uta
Motu Uta ist eine kleine Insel (Motu), die Tahiti in Französisch-Polynesien im Nordwesten vorgelagert ist und die heute Teil des Hafens Papeete ist. Die rund 46 Hektar große Insel ist mit der Straßenbrücke Pont de Motu Uta mit dem Stadtteil Fare ute verbunden und an dieser Stelle nur 83 Meter, ansonsten wenige hundert Meter von Tahiti entfernt. Sie gehört zum quartier Manu Hoe - Fare ute - Motu uta, einem von 11 Stadtbezirken Papeetes.
Die Wortbedeutung des polynesischen Inselnamens ist Königininsel, ein Hinweis auf ihre Geschichte: Motu Uta war im 19. Jahrhundert die Ferieninsel der Königin Pomaré IV., und ursprünglich wesentlich kleiner als heute, bis sie ab 1962 bis 1966 für die Erweiterung der Hafenanlagen künstlich vergrößert wurde.